# Calligonum rubicundum
Calligonum rubicundum är en slideväxtart som beskrevs av Aleksandr Andrejevitj Bunge. Calligonum rubicundum ingår i släktet Calligonum och familjen slideväxter. Inga underarter finns listade i Catalogue of Life.